# Scoliopteryx suffusa
Scoliopteryx suffusa är en fjärilsart som beskrevs av Tutt 1892. Scoliopteryx suffusa ingår i släktet Scoliopteryx och familjen nattflyn. Inga underarter finns listade.